# Championnat du Pakistan d'échecs
Le championnat du Pakistan d'échecs est la compétition qui permet de désigner le meilleur joueur d'échecs du Pakistan. Il est organisé par la fédération pakistanaise des échecs.     

## Histoire du championnat
Avant 1970, quatre championnats avaient lieu au Pakistan occidental, actuel Pakistan, sans la participation de joueurs du Pakistan oriental, actuel Bangladesh. Cette situation change en 1970 avec la fondation de la fédération nationale des échecs du Pakistan (Pakistan National Chess Federation), qui incorpore des joueurs et des membres exécutifs des deux parties du Pakistan pour la première fois. Cette année-là, le championnat national a lieu à Chittagong. En 1977, le nom de l'organisation change pour devenir la fédération d'échecs du Pakistan (en anglais : Chess Federation of Pakistan). La première édition du championnat du Pakistan d'échecs féminin a lieu bien plus tard, en l'an 2000.  

## Vainqueurs du championnat ouvert
|    | Année | Ville         | Vainqueur[2]          |
| -- | ----- | ------------- | --------------------- |
| 1  | 1959  | Lahore        | Shaikh Muhammad Akram |
| 2  | 1960  | Lahore        | Shaikh Muhammad Akram |
| 3  | 1962  | Lahore        | Abdul Sattar          |
| 4  | 1964  | Karachi       | Shaikh Muhammad Akram |
| 5  | 1970  | Chittagong    | Zahiruddin Farooqui   |
| 6  | 1974  | Karachi       | Ghulam Dastgir Butt   |
| 7  | 1976  | Rawalpindi    | Zahiruddin Farooqui   |
| 8  | 1978  | Karachi       | Zahiruddin Farooqui   |
| 9  | 1979  | Karachi       | Zahiruddin Farooqui   |
| 10 | 1980  | Lahore        | Shahzad Mirza         |
| 11 | 1982  | Karachi       | Mahmood Khan          |
| 12 | 1983  | Sargodha      | Mahmood Lodhi         |
| 13 | 1984  | Quetta        | Mahmood Lodhi         |
| 14 | 1985  | Karachi       | Mahmood Lodhi         |
| 15 | 1986  | Sargodha      | Mahmood Lodhi         |
| 16 | 1987  | Quetta        | Mahmood Lodhi         |
| 17 | 1988  | Karachi       | Mahmood Lodhi         |
| 18 | 1990  | Quetta        | Mahmood Lodhi         |
| 19 | 1991  | Lahore        | Tunveer Gillani       |
| 20 | 1993  | Karachi       | Mahmood Lodhi         |
| 21 | 1997  | Peshawar      | Shahzad Mirza         |
| 22 | 1998  | Quetta        | Mahmood Lodhi         |
| 23 | 1999  | Lahore        | Mahmood Lodhi         |
| 24 | 2004  | Lahore        | Tunveer Gillani       |
| 25 | 2006  | Rawalpindi[3] | Tunveer Gillani[4]    |
| 26 | 2008  | Karachi       | Mahmood Lodhi[5]      |
| 27 | 2010  | Islamabad     | Mahmood Lodhi[6]      |
| 28 | 2012  | Karachi       | Mahmood Lodhi[7]      |
| 29 | 2014  | Lahore        | Mahmood Lodhi[8]      |
| 30 | 2016  | Karachi       | Mahmood Lodhi[9]      |
| 31 | 2018  | Lahore        | Mahmood Lodhi[10]     |
| 32 | 2022  | Gilgit        | Amer Karim            |
| 33 | 2024  | Islamabad     | Mafaaz Khalid         |
Palmarès importants :
- 16 titres: MI Mahmood Lodhi
- 4 titres: Zahiruddin Farooqui
- 3 titres: Shaikh Muhammad Akram, Tunveer Gillani
- 2 titres: MI Shahzad Mirza

## Lauréates du championnat féminin
| No. | Année    | Place     | Vainqueur                                                 |
| --- | -------- | --------- | --------------------------------------------------------- |
| 1   | 2000[11] | Karachi   | Zenobia Wasif[12]                                         |
| 2   | 2010     | Islamabad | Nida Mishraz Siddiqui[12]                                 |
| 3   | 2012     | Karachi   | Zenobia Wasif, on tiebreak over Nida Mishraz Siddiqui[12] |
| 4   | 2014     | Lahore    | Zenobia Wasif[13]                                         |
| 5   | 2016     | Karachi   | Ghazala[14]                                               |
| 6   | 2018     | Karachi   | Zenobia Wasif[10]                                         |
| 7   | 2022     | Gilgit    | Mehak Gul                                                 |
| 8   | 2024     |           |                                                           |